# Maciej Michalski (fotograf)
Maciej Roman Michalski (ur. 14 stycznia 1952 w Pabianicach, zm. 5 listopada 2011) – polski fotograf specjalizujący się w fotograficznych technikach szlachetnych, np. w technice gumy.
Pedagog, animator kultury, twórca i prezes honorowy Pabianickiego Towarzystwa Fotograficznego im. Juliusa Vortheila. 
Laureat nagród krajowych i zagranicznych. Wystawiał swe fotografie na wszystkich kontynentach. Uczestnik Międzynarodowych Salonów Fotograficznych. Posiadacz tytułu Artysty FIAP (AFIAP) i Excelence FIAP (EFIAP). Postanowieniem Prezydenta Rzeczypospolitej Polskiej z dnia 22 listopada 2004, odznaczony Złotym Krzyżem Zasługi. 
Gość króla Hiszpanii w 1997. Ofiarował swą pracę pt. "A LA BOUR OF LOVE" do muzeum Prado w Madrycie. Jego prace znajdują się w kolekcjach prywatnych i zbiorach instytucji, m.in. guma pt.: IKAROS w zbiorach Pałacu Festiwali Filmowych w Cannes (1999), monochromatyczny brom pt. "KOCHAĆ CZŁOWIEKA - LEKCJA PIERWSZA" – od 2003 roku w zbiorach Muzeum Watykańskiego (Museo Vaticano). 
Mieszkał i tworzył w rodzinnym mieście – Pabianicach.